# 六番町車站
六番町站（日语：／ Rokubanchō eki */?）是位於愛知縣名古屋市熱田區四番一丁目，為名古屋市營地下鐵名港線之車站。車站編號為E03。

## 車站結構
本站為2面2線側式月台之地下車站。

### 月台配置
| 月台 | 路線           | 目的地               |
| ---- | -------------- | -------------------- |
| 1    | 名港線         | 東海通、名古屋港方向 |
| 2    | 名港線、名城線 | 金山、榮、大曾根方向 |

## 相鄰車站
名古屋市營地下鐵
 名港線
東海通（E04）－六番町（E03）－日比野（E02）

## 外部連結
- 六番町 - 名古屋市交通局